# 橫須賀港
35°17′25.2″N 139°40′54.8″E / 35.290333°N 139.681889°E

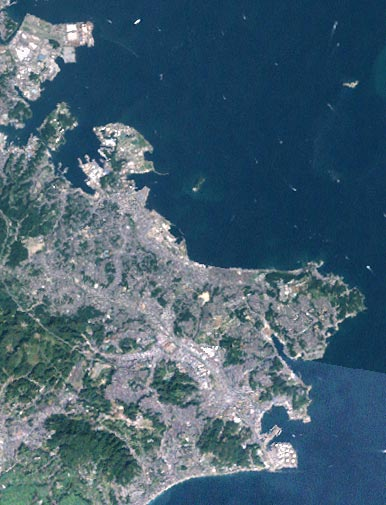
横須賀港的空照圖

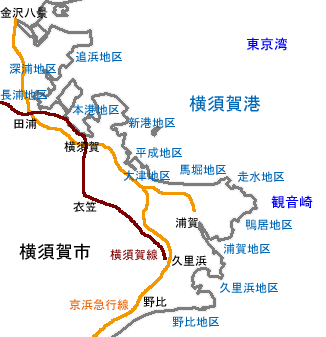
横須賀港的地圖

橫須賀港（日语：／）位於日本神奈川縣横須賀市，是面向東京灣的一個港口，由當地市政府所管理。

## 沿革
- 1565年，明朝的船隻航行到這個港灣的浦賀地區。
- 1607年，來自呂宋島的商船也航行到浦賀地區。但此時正逢日本鎖國，禁止對外國貿易。
- 1720年，始置浦賀奉行所。
- 1853年，浦賀地區歷經黑船來航事件，美國海軍准將馬休·培里從久里濱地區上陸。
- 1866年，横須賀製鐵所設立。
- 1916年，始置横須賀税關監視署（即現時橫濱税關橫須賀税關支署）。
- 1923年，關東大地震對橫須賀港的海軍設施造成重大損失。[1]。
- 1951年，被指定為重要港湾。
- 1953年，横須賀市成為這個港湾的管理者。在長浦、久里浜等地設置港湾事務所。
- 1972年，美國海軍航空母艦「中途島號航空母艦」以橫須賀海軍設施作為事實上的母港為配置。
- 1974年，與美國洛杉磯港、長灘結為姊妹港。

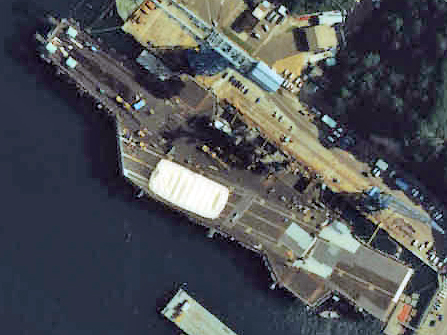
停泊在横須賀港的美國航母（1983年）

## 主要設施
- 橫須賀海軍設施

## 外部連結
- 横須賀港 - 横須賀市港灣部
- 日本國國土交通省關東地方整備局京濱港灣事務所 （页面存档备份，存于）
- 日本國財務省橫濱稅關横須賀稅關支署

1. ↑  . 毎日新聞. 2017年1月5日  [2018年3月29日]. （原始内容存档于2019年5月9日）.（日語）